# Ілюзіонізм (шоу)
Ілюзіонізм (фр. Illusionner — вводити в оману) — вид циркового мистецтва, який характеризується використанням спритності рук, трюків або спеціальної апаратури для створення ілюзії порушення звичних фізичних властивостей добре відомих предметів. Людину, що демонструю мистецтво ілюзіонізму називають ілюзіоністом, фокусником, факіром.
Ілюзіоніст (фокусник, факір) — артист, що демонструє фокуси, засновані на тих чи інших фізичних і психологічних явищах і підсвідомих помилках.

## Історія
Мистецтво ілюзії сходить до старовини, коли прийоми і техніка маніпуляції свідомістю стали використовуватися не тільки для управління людьми (шамани, жерці та вожді), але і для розваги (факіри).
У середні віки на ярмарках з'явилися професійні артисти — лялькарі, фокусники, які застосовують різні механізми, карткові фокусники (шулери).
У другій половині XVIII століття набув широкої популярності «Турок» Вольфганг фон Кемпелен, основою якого був «ілюзіон» — публіці було невідомо, що у цьому шаховому автоматі був захований сильний шахіст. У кінці XIX століття став знаменитим Гаррі Гудіні, який придумав і втілив ідеї багатьох пристроїв для створення ілюзії.
У XX столітті ілюзіоністи працюють у цирку, на естраді, проводиться навчання мистецтву ілюзіонізму.
Артисти створюють шоу, побудоване на складних фізичних ефектах, використовують електромагніти, НВЧ-випромінювання і т. д.
В Україні фокусники влаштовують зазвичай невеликі шоу в дитячих установах, на святах і заходах, або навіть просто на вулиці.
Фокус або трюк іноді називають кунстштюком.

## Класифікація ілюзіон-ефектів
Існує кілька класифікацій зовнішніх ефектів
Класифікація Свєчникова В. С.
1. «Творення»
  1. Поява
  2. Зникнення
  3. Переміщення (транспозиція)
  4. Зміна виду (трансформація)
  5. Відновлення
2. «Управління»
  1. Пожвавлення

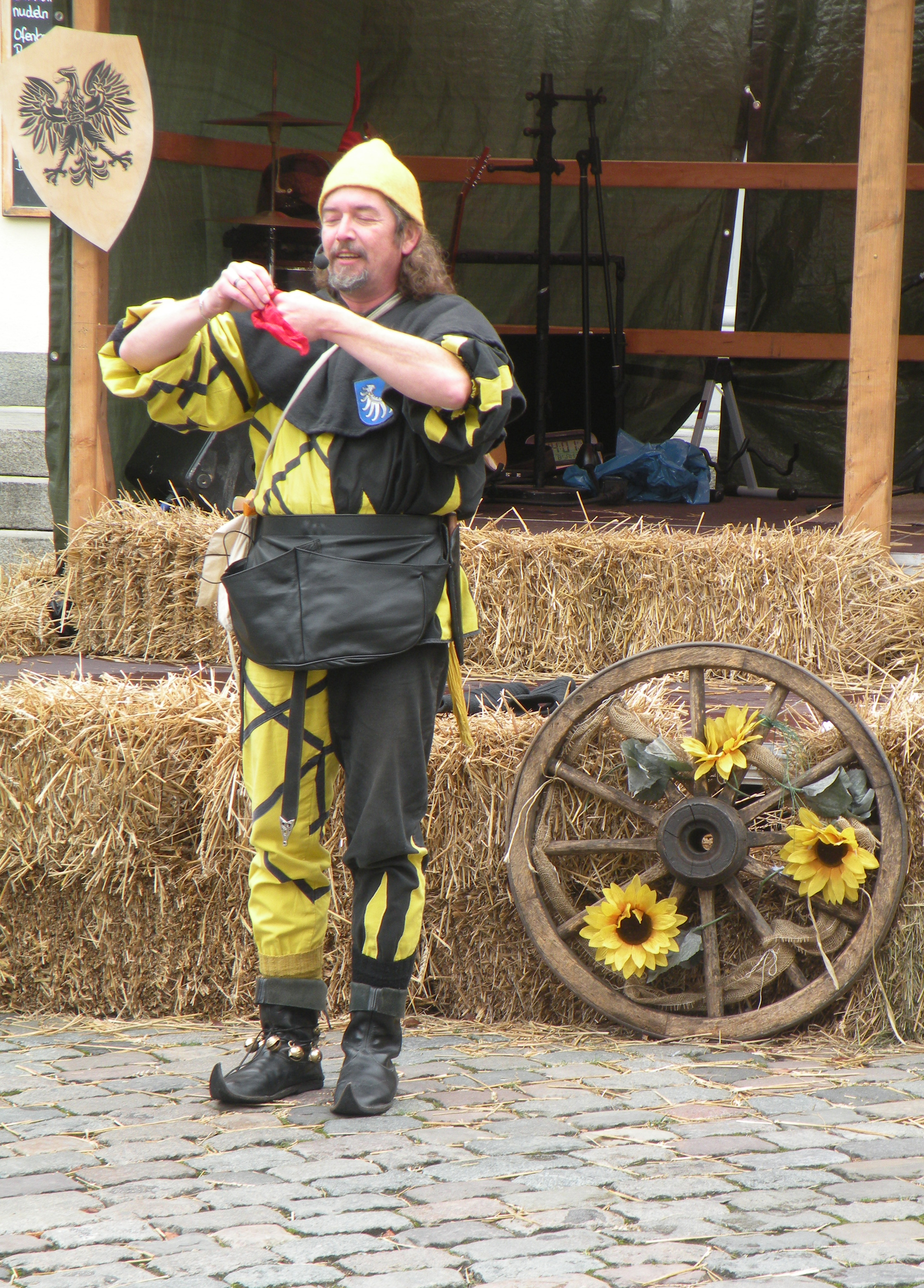
Самодіяльний фокусник

  2. Левітація (наприклад, політ Девіда Копперфільда)
  3. Липкість
3. «Порушення законів природи»
  1. Невразливість
  2. Проникність
  3. Збіги
  4. Аномальні явища …
4. «менталізм»
  1. Уявний контроль
  2. Розшук, ідентифікація
  3. Читання думок
  4. Передача думок
  5. Пророцтва
  6. Екстрасенсорика

Класифікація Й. Цмека у переробці А. С. Карташкіна
- Поява
- Зникнення
- Переміщення (у деяких випадках є послідовністю зникнення і появи, частіше після зникнення об'єкт з'являється у несподіваному для глядачів місці)
- Зміна (у тому числі «левітація» і «телекінез»)
- Перетворення (у деяких випадках може розглядатися як варіант зміни)
- Проникнення (проходження одного об'єкта крізь інший)
- Відновлення (класичний варіант «розпилювання»)
- Збіг (деякі з цих ефектів можна класифікувати і як ментальну магію)
- Розбіжність (невдачі глядача при спробі повторити на перший погляд прості дії фокусника)
- Ментальні трюки

## Способи створення ілюзій
Ілюзіоніст зазвичай використовує спеціальні технічні пристосування, а також техніку маніпуляції, тобто спритності рук.
Ілюзіоністи демонструють появу і зникнення предметів, людей (принцип чорного кабінету), перетворення одних предметів в інші.
Широко використовується психологічне маніпулювання увагою, її відволікання з допомогою асистентів (наперсточники), зниження уваги глядача шляхом одноманітних рухів, що повторюються. Також використовуються явища, побудовані на обмані зору.
Широке поширення набуло створення ілюзій за допомогою карт. Даний вид ілюзій називається «карткові фокуси».

## Найвідоміші ілюзіоністи
- Граф Каліостро
- Е. Т. Кіо, його сини Е. Е. Кіо і І. Е. Кіо
- Аллі-Вад[ru]
- Сід Флейшман — письменник і кіносценарист, автор книг про ілюзіонізм
- Арутюн Акопян і його син Амаяк Акопян
- Джон Генрі Андерсон
- Вел Валентино (Леонард Монтано)
- Антон Красильников
- Крісс Енджел
- Девід Коперфілд
- Гаррі Гудіні
- Урі Геллер
- Девід Блейн
- Ханс Клок
- Комю (Ніколя-Філіп Ледрю)
- Чарльз Камерун
- Кевін Джеймс
- Жан Ежен Робер-Уден
- Яків Філадельфія
- Джон Невіль Маскелайн
- Джеймс Ренді
- Артур Еллісон
- Ленс Бартон
- П. С. Соркер[en]
- Деррен Віктор Браун
- Дороті Дітріх
- Грег Фревін
- Герберт Л. Бекер
- Пенн Фрейзер Джиллет і Раймонд Джозеф Теллер
- Жозеф Буато де Кольта
- Юрій Писаренко
- Володимир Данілін
- Іван Нечепоренко
- Джуліанна Чен
- Зураб Вадачкорія
- Євген Воронін
- Беррі Джонс і Стюарт Мак Леод
- Жиль Артур
- Том Мулліка
- Анатолій Сокіл
- Рафаель Ціталашвілі
- Віктор Войтко
- Сергій Савка
- Сергій Островський
- Крістен Джонсон
- Руді Кобі
- Мартін Тейлор
- Сергій Щукін
- Ілля Сімволоков
- Динамо/Dynamo (Стів Фрейн/Steve Frayne)
- Жиль Артюр
- Петро Малійов